# Brani musicali delle Ha*Ash
Questa che segue è una lista dei brani musicali delle Ha*Ash, gruppo musicale musica latino-americana statunitensiformatosi a Lake Charles nel 2002 e composto da Ashley Grace e Hanna Nicole.
In essa sono inclusi tutti i brani tratti dai cinque album in studio e due album dal vivo pubblicati dal gruppo tra il 2002 il 2022, ed altri inclusi nei primi EP. Sono quindi esclusi cover, brani eseguiti dal vivo, remix o versioni alternative di brani già esistenti.
| Titolo                         | Anno | Album di provenienza         | Autore/i                                                                               | Note                                                              |
| ------------------------------ | ---- | ---------------------------- | -------------------------------------------------------------------------------------- | ----------------------------------------------------------------- |
| 30 de febrero                  | 2017 | 30 de febrero                | Ashley Grace, Hanna Nicole, Abraham Mateo, Rafael Vergara, Santiago Hernández          | rifatto per En vivo e nel 2019.                                   |
| 100 años                       | 2017 | 30 de febrero                | Ashley Grace, Hanna Nicole, Prince Royce, Andy Clay, Erika Ender                       | rifatto per En vivo e nel 2019.                                   |
| A media luz                    | 2008 | Habitación doble             | Bárbara Muñoz, Claudia Brant, Rafael Esparza                                           |                                                                   |
| Adiós amor                     | 2018 | Spotify Singles              | Salvador Garza                                                                         |                                                                   |
| Aléjate de mi hermana          | 2005 | Mundos opuestos              | Áureo Baqueiro, Salvador Rizo                                                          |                                                                   |
| Already home                   | 2008 | Habitación doble             | Ashley Grace, Hanna Nicole, Blair Daly, Troy Verges                                    |                                                                   |
| Already home (spagnolo)        | 2008 | Habitación doble             | Ashley Grace, Hanna Nicole                                                             |                                                                   |
| Amor a medias                  | 2005 | Mundos opuestos              | Áureo Baqueiro, Salvador Rizo                                                          | rifatto per En vivo e nel 2019.                                   |
| At Last (Versión Big Band)     | 2015 | Primera fila: Hecho realidad | Mack Gordon, Harry Warren                                                              |                                                                   |
| Aunque no estés aquí           | 2008 | Habitación doble             | Hanna Nicole, Kany García, Hugo Lira, Thomas Gustafsson, Hanne Sorvaag, Ian Paolo Lira |                                                                   |
| Camina conmigo                 | 2011 | A tiempo                     | Claudia Brant, José Luis Ortega                                                        |                                                                   |
| Código postal                  | 2006 | Mundos opuestos              | Carlos de Yarza, Carlos Ponce                                                          |                                                                   |
| Corazón irrompible             | 2017 | 30 de febrero                | Ashley Grace, Hanna Nicole, Yoel Henríquez                                             |                                                                   |
| Cree y atrévete                | 2009 | –                            | Ashley Grace, Hanna Nicole                                                             | utilizzati in Le colonne sonore Tinker Bell                       |
| ¿De dónde sacas eso?           | 2011 | A tiempo                     | Ashley Grace, Hanna Nicole, José Luis Ortega                                           | rifatto per En vivo e nel 2019.                                   |
| Deja de llover                 | 2003 | Ha*Ash                       | Áureo Baqueiro                                                                         |                                                                   |
| Demasiado para ti              | 2022 | Haashtag                     | Ashley Grace, Hanna Nicole, Pablo Preciado                                             |                                                                   |
| Destino o casualidad           | 2019 | En vivo                      | Melendi                                                                                | con Melendi                                                       |
| Dos copas de más               | 2014 | Primera fila: Hecho realidad | Ashley Grace, Hanna Nicole, Pablo Preciado                                             | rifatto per En vivo e nel 2019.                                   |
| Eso no va a suceder            | 2017 | 30 de febrero                | Ashley Grace, Hanna Nicole, Edgar Barrera                                              | rifatto per En vivo e nel 2019.                                   |
| Esta mujer                     | 2008 | Habitación doble             | Ashley Grace, Hanna Nicole, Leonel García                                              |                                                                   |
| Estés en donde estés           | 2003 | Ha*Ash                       | Áureo Baqueiro, Salvador Rizo                                                          | rifatto per Primera fila: Hecho realidad (2014) e En vivo (2019). |
| Ex de verdad                   | 2014 | Primera fila: Hecho realidad | Ashley Grace, Hanna Nicole, Beatriz Luengo, Antonio Rayo                               | rifatto per En vivo e nel 2019.                                   |
| Extraña en la ciudad           | 2003 | Ha*Ash                       | Áureo Baqueiro, Fernando González, Mónica Vélez                                        |                                                                   |
| Extraños                       | 2017 | 30 de febrero                | Ashley Grace, Hanna Nicole, Yoel Henríquez                                             |                                                                   |
| Faltas tú                      | 2011 | A tiempo                     | Áureo Baqueiro                                                                         |                                                                   |
| Frente a frente                | 2011 | A tiempo                     | Ashley Grace, Hanna Nicole, Rafael Vergara                                             |                                                                   |
| Hasta que llegaste tú          | 2008 | Habitación doble             | Ashley Grace, Hanna Nicole, Rafael Vergara                                             |                                                                   |
| Hasta que regreses             | 2016 | –                            | Ashley Grace, Hanna Nicole                                                             | utilizzati in Le colonne sonore El regreso de Lucas               |
| His Eye is on the Sparrow      | 2014 | Primera fila: Hecho realidad | Civilla D. Martin, Charles H. Gabriel                                                  |                                                                   |
| Hoy no habrá mañana            | 2012 | A tiempo                     | Ashley Grace, Hanna Nicole, Áureo Baqueiro                                             |                                                                   |
| Impermeable                    | 2011 | A tiempo                     | Áureo Baqueiro, Daniela Blau                                                           |                                                                   |
| Irremediable                   | 2011 | A tiempo                     | Ashley Grace, Hanna Nicole, Rafael Vergara                                             |                                                                   |
| Labios partidos                | 2008 | Habitación doble             | Raúl Ornelas, César Lazcano Malo                                                       |                                                                   |
| Latente                        | 2010 | –                            | Ashley Grace, Hanna Nicole, Tirzah Huerta                                              | b-side                                                            |
| Llueve sobre mojado            | 2017 | 30 de febrero                | Ashley Grace, Hanna Nicole, Edgar Barrera                                              |                                                                   |
| Lo aprendí de ti               | 2014 | Primera fila: Hecho realidad | Ashley Grace, Hanna Nicole, José Luis Ortega                                           | rifatto per En vivo e nel 2019.                                   |
| Lo que un hombre debería saber | 2022 | Haashtag                     | Ashley Grace, Hanna Nicole, Pablo Preciado, Alejandra Zéguer                           |                                                                   |
| Lo que yo sé de ti             | 2008 | Habitación doble             | Ashley Grace, Hanna Nicole, Leonel García                                              |                                                                   |
| Malas costumbres               | 2008 | Habitación doble             | Ashley Grace, Hanna Nicole, Bryan Keith Don Goodman                                    |                                                                   |
| Más perfecta que normal        | 2005 | Mundos opuestos              | Ashley Grace, Hanna Nicole                                                             |                                                                   |
| Me entrego a ti                | 2005 | Mundos opuestos              | Soraya                                                                                 | rifatto per Primera fila: Hecho realidad (2014) e En vivo (2019). |
| Me gustas tú                   | 2017 | 30 de febrero                | Ashley Grace, Hanna Nicole, Andy Clay, Daniel Santacruz                                |                                                                   |
| Me niego a olvidarte           | 2008 | Habitación doble             | Erika Ender, Rafael Esparza                                                            |                                                                   |
| Mejor que te acostumbres       | 2022 | Haashtag                     | Ashley Grace, Hanna Nicole, German Duque Molano, Felipe González Abad                  |                                                                   |
| Mi día favorito                | 2022 | Haashtag                     | Ashley Grace, Hanna Nicole, Paty Cantú, Stefano Vieni                                  |                                                                   |
| Mi salida contigo              | 2022 | Haashtag                     | Ashley Grace, Hanna Nicole, Kenia Flores, Alan Aucedo, Sofía Thompson                  |                                                                   |
| Milagros de ocasión            | 2003 | Ha*Ash                       | Áureo Baqueiro                                                                         |                                                                   |
| Mujer contra mujer             | 2010 | Tributo a Ana, José y Nacho  | José María Cano, Pierre Grosz                                                          | Cover del brano di Mecano                                         |
| No me importa                  | 2017 | 30 de febrero                | Ashley Grace, Hanna Nicole, Edgar Barrera                                              |                                                                   |
| No pasa nada                   | 2017 | 30 de febrero                | Ashley Grace, Hanna Nicole, José Luis Ortega                                           | rifatto per En vivo e nel 2019.                                   |
| No soy yo                      | 2015 | Primera fila: Hecho realidad | Ashley Grace, Hanna Nicole, Leonel García                                              |                                                                   |
| No te puedo enamorar           | 2005 | Mundos opuestos              | Ashley Grace, Hanna Nicole, Áureo Baqueiro, Carla García                               |                                                                   |
| No te quiero nada              | 2008 | Habitación doble             | Áureo Baqueiro                                                                         | rifatto per Primera fila: Hecho realidad (2014) e En vivo (2019). |
| No tiene devolución            | 2014 | Primera fila: Hecho realidad | Ashley Grace, Hanna Nicole, Julio Ramírez, Tirzah Huerta                               |                                                                   |
| Odio amarte                    | 2003 | Ha*Ash                       | Ashley Grace, Hanna Nicole, Áureo Baqueiro                                             | rifatto per Primera fila: Hecho realidad (2014) e En vivo (2019). |
| Ojalá                          | 2017 | 30 de febrero                | Ashley Grace, Hanna Nicole, Pablo Preciado                                             | rifatto per En vivo e nel 2019.                                   |
| Paleta                         | 2017 | 30 de febrero                | Ashley Grace, Hanna Nicole, Mau Montaner, Camilo Echeverri                             |                                                                   |
| Pedazos                        | 2015 | Primera fila: Hecho realidad | Soraya                                                                                 |                                                                   |
| Perdón, perdón                 | 2014 | Primera fila: Hecho realidad | Ashley Grace, Hanna Nicole, José Luis Ortega                                           | rifatto per En vivo e nel 2019.                                   |
| Pobre diabla                   | 2005 | Mundos opuestos              | Amerika Amerika, Claudia Brant                                                         |                                                                   |
| Prefiero                       | 2003 | Ha*Ash                       | Áureo Baqueiro                                                                         |                                                                   |
| Punto final                    | 2008 | Habitación doble             | Ashley Grace, Hanna Nicole, Erika Ender                                                |                                                                   |
| ¿Qué haré con este amor?       | 2011 | A tiempo                     | Alejandra Alberti, Ignacio Morales                                                     |                                                                   |
| Qué más da                     | 2014 | Primera fila: Hecho realidad | Ashley Grace, Hanna Nicole, Julio Ramírez, Tirzah Huerta                               |                                                                   |
| Quédate conmigo                | 2005 | Mundos opuestos              | Áureo Baqueiro, Fernando González                                                      |                                                                   |
| Quédate lejos                  | 2015 | Primera fila: Hecho realidad | Ashley Grace, Hanna Nicole, Pablo Preciado                                             |                                                                   |
| ¿Qué hago yo?                  | 2005 | Mundos opuestos              | Soraya                                                                                 | rifatto per Primera fila: Hecho realidad (2014) e En vivo (2019). |
| ¿Qué me faltó?                 | 2017 | 30 de febrero                | Ashley Grace, Hanna Nicole, José Luis Ortega                                           | rifatto per En vivo e nel 2019.                                   |
| ''Serías tú                    | 2022 | Haashtag                     | Ashley Grace, Hanna Nicole, Pablo Preciado, Alejandra Zéguer                           |                                                                   |
| Sé que te vas                  | 2016 | Primera fila: Hecho realidad | Ashley Grace, Hanna Nicole, Pablo Preciado                                             |                                                                   |
| Si pruebas una vez             | 2003 | Ha*Ash                       | Ángela Dávalos, J.L. Querubin                                                          | rifatto per Primera fila: Hecho realidad e nel 2015.              |
| Si tú no vuelves               | 2019 | En vivo                      | Miguel Bosé, Massimo Grilli                                                            | con Miguel Bosé                                                   |
| Si tú quieres ser              | 2005 | Mundos opuestos              | Ashley Grace, Hanna Nicole, Áureo Baqueiro                                             |                                                                   |
| ''Si yo fuera tú               | 2022 | Haashtag                     | Ashley Grace, Hanna Nicole, Pablo Preciado, Alejandra Zéguer                           |                                                                   |
| Solo una vez                   | 2011 | A tiempo                     | Jorge Ballesteros, Britti Alessandro                                                   |                                                                   |
| Soy mujer                      | 2003 | Ha*Ash                       | Áureo Baqueiro                                                                         | rifatto per Primera fila: Hecho realidad e nel 2014.              |
| Superficial                    | 2003 | Ha*Ash                       | Ashley Grace, Hanna Nicole, Ana Vélez, Áureo Baqueiro                                  |                                                                   |
| Supongo que lo sabes           | 2022 | Haashtag                     | Ashley Grace, Hanna Nicole, José Luis Ortega                                           |                                                                   |
| Te amo más que ayer            | 2011 | A tiempo                     | Ashley Grace, Hanna Nicole, Yoel Henríquez, Mauricio Gasca                             |                                                                   |
| Te dejo en libertad            | 2011 | A tiempo                     | Ashley Grace, Hanna Nicole, José Luis Ortega                                           | rifatto per Primera fila: Hecho realidad (2014) e En vivo (2019). |
| Te dejo                        | 2008 | Habitación doble             | Ashley Grace, Hanna Nicole, Gian Marco                                                 |                                                                   |
| Te lo dije                     | 2022 | Haashtag                     | Ashley Grace, Hanna Nicole, Pablo Preciado                                             |                                                                   |
| Tenían razón                   | 2022 | Haashtag                     | Ashley Grace, Hanna Nicole, Pablo Preciado, Alejandra Zéguer                           |                                                                   |
| Te quedaste                    | 2003 | Ha*Ash                       | Áureo Baqueiro, Leonel García                                                          | rifatto per Primera fila: Hecho realidad e nel 2015.              |
| The Unforgiven                 | 2021 | The Metallica Black List     | James Hetfield, Lars Ulrich, Kirk Hammett                                              |                                                                   |
| Todo no fue suficiente         | 2011 | A tiempo                     | Ashley Grace, Hanna Nicole, Yoel Henríquez                                             | rifatto per En vivo e nel 2019.                                   |
| Tu mirada en mi                | 2005 | Mundos opuestos              | Ashley Grace, Hanna Nicole, Áureo Baqueiro, Salvador Rizom Gian Marco                  |                                                                   |
| Tú y yo volvemos al amor       | 2008 | Habitación doble             | Cristóbal Sánsano, Mónica Naranjo                                                      |                                                                   |
| Un amigo así                   | 2003 | –                            | Ashley Grace, Hanna Nicole                                                             | utilizzati in Le colonne sonore Magos y gigantes                  |
| Un beso tuyo                   | 2012 | A tiempo                     | Ashley Grace, Hanna Nicole, Áureo Baqueiro                                             |                                                                   |
| Vamos a llamarlo amor          | 2008 | Habitación doble             | Áureo Baqueiro, Salvador Rizo                                                          |                                                                   |
| Vaquera                        | 2005 | Mundos opuestos              | Patsy Montana                                                                          |                                                                   |
| Vencer el pasado               | 2021 | –                            | Mauricio Arriaga. Jorge Eduardo Murguía                                                | utilizzati in Le colonne sonore Vencer el pasado                  |
| Ya no                          | 2005 | Mundos opuestos              | Áureo Baqueiro                                                                         |                                                                   |
| Yo nunca nunca                 | 2022 | Haashtag                     | Ashley Grace, Hanna Nicole, Raquel Sofía, Stefano Vieni                                |                                                                   |